# Journal des Voyages
Journal des Voyages et des aventures de terre et de mer, más conocido por su forma corta Journal des Voyages, fue una publicación escrita creada en París, Francia, en 1877 y cuya distribución duró hasta 1949.

## Historia
En un contexto social y político donde Francia había salido del Segundo Imperio y estaba pasando por la Tercera República, se encontraba en plena carrera colonial contra otras potencias europeas intentando abarcar al mayor número de países y que llevó al Reparto de África. En poco tiempo, Francia fue una de las más grandes potencias en territorio africano con numerosas colonias y protectorados bajo su control o influencia. Durante esa primera época, en países como Francia las historias que giraban alrededor o que se inspiraban en las colonias, conquistas, viajes y aventuras, gozaban de un gran éxito y cada vez atraían a más escritores como Pierre Loti, René Maran, Jean Tharaud, Jérôme Tharaud y el explorador y escritor Armand Dubarry entre otros y este último, terminando por trabajar para esta publicación. Con ese auge de interés, el 10 de julio de 1877 se publicó el primer tomo titulado de lo que llegaría a ser una de las principales publicaciones de aventuras de la época, el Journal des Voyages, a un precio inicial de 10 céntimos.
La publicación estaba entre guía de viajes fantásticos y el relato de historietas, algo que para una época donde viajar estaba a manos de una pequeña élite, esa narración fantástica de historias en un mundo por explorar albergador de secretos, territorios y fauna desconocida llamaba mucho la atención, terminando por implementarse rápidamente en la sociedad. En 1911, la publicación gozaba de una gran popularidad y en su idea de seguir extendiéndose, ayudó a la creación oficial del movimiento de escultismo, que posteriormente se convertiría en Éclaireurs de France, aportando medios y materiales informativos que, desde la línea editorial de la publicación, no solamente se mostraba a favor del colonialismo sino que según el propio director en jefe, Paul Charpentier, creía clave «movilizar a las nuevas generaciones hacia la aventura imperial y la defensa del Imperio [Francés]». Eso supuso convertirse en una publicación muy leída por los adolescentes de la época.
Todos los volúmenes fueron archivados en la Biblioteca Nacional de Francia y posteriormente escaneados para su consulta mediante la plataforma pública Gallica.

## Diseño

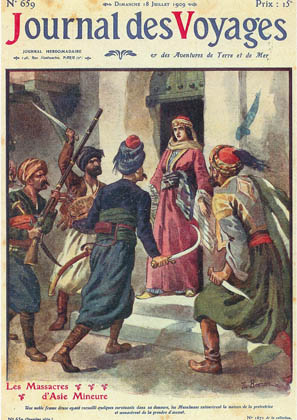
Portada en color del número 659 del Journal des Voyages (1909)

Las portadas tenían como principal elemento un grabado en blanco y negro que ocupaba de manera casi completa la página y posteriormente, se empezó a emplear el color. En las primeras ediciones en blanco y negro, la imagen tenía toda la importancia, dejando el título en un segundo plano, mientras que con la llegada del color, pasó estar dentro de un marco cuadrado centrado a la página, simulando una fotografía a la vez que daba más importancia a la descripción. Dichas imágenes siempre buscaron el impacto visual, muchas veces exagerando situaciones que se podrían dar o haber dado en los relatos contados en sus páginas. Para el primer tomo de 1877, se elaboró un gravado que representaba a varios hombres que estaban atados a distintos árboles por los cuerpos de pitones gigantes, con intención de devorarles.

### Ilustradores destacados
- Clérice Frères
- Paul Crampel
- Damblans
- Jules Férat
- Frédéric Régamey
- Édouard François Zier

### Escritores destacados
- Armand Dubarry
- Louis-Henri Boussenard
- Charles Canivet
- Jules Claretie
- Émile Driant
- Paul d'Ivoi
- Pierre Moulin du Coudray de La Blanchère
- Louis Alexandre Antoine Mizon
- Louis-Xavier de Ricard
- René Thévenin
- Victor Tissot
- Jules Trousset
- Paul Vigné d'Octon
- Gustave de Wailly